# Carl Cranz
Carl Julius Cranz (né le 2 janvier 1858 à Hohebach, mort le 11 décembre 1945 à Esslingen am Neckar), est un mathématicien, physicien et professeur à l'université technique de Berlin ; il est célèbre pour ses travaux de balistique extérieure et fondateur de la balistique moderne,,.
Il est nommé en 1903 à l'académie militaire pour créer à Berlin le premier centre de recherche au monde en balistique théorique et pratique.
Il est auteur du livre de référence sur la balistique publié d'abord en allemand en 1920 puis traduit en anglais : Manuel de balistique. (Karl Becker, qui fut son assistant pendant deux ans, a participé à la rédaction de cet ouvrage.)